# 顾安

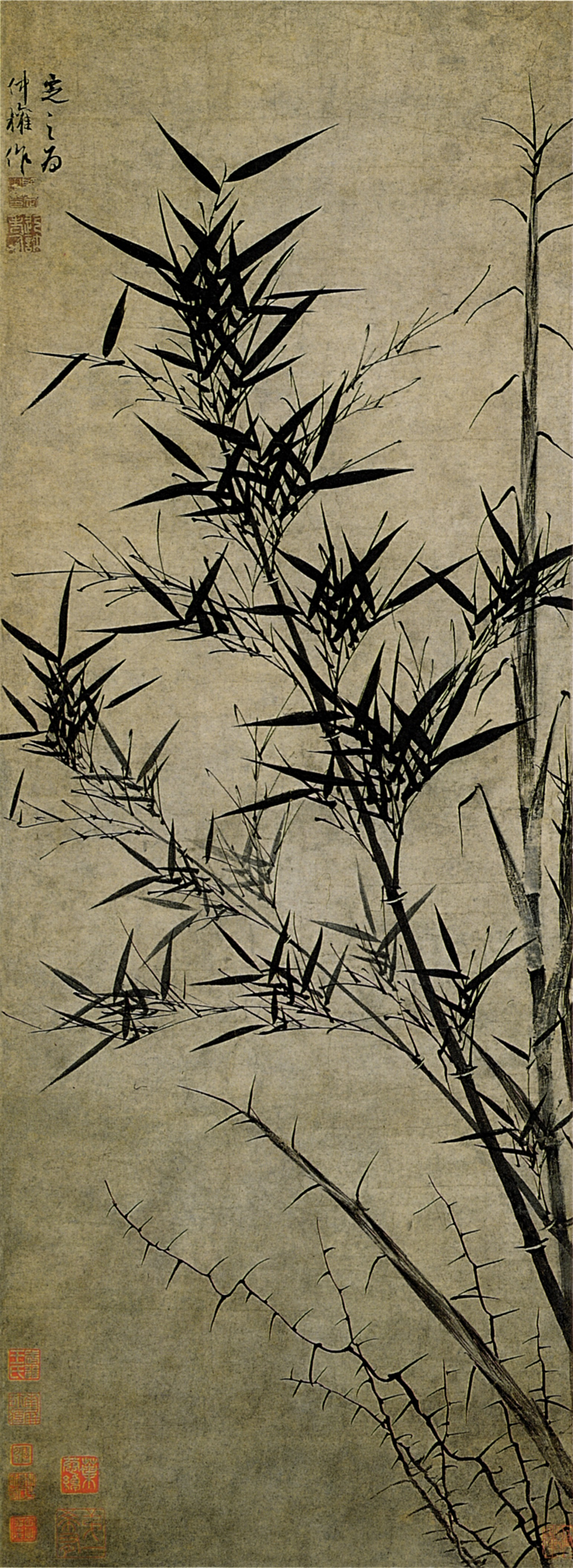
顧安畫作《新竹》收藏於中國北京故宫博物院

顧安（1289年—1365年）字定之，號迂那居士，是一位元代畫家。 

## 生平
1289年出生在淮東，今屬昆山，擅長畫竹。

## 作品
《平安磐石》軸，藏於台灣台北國立故宮博物院
《古木竹石》軸，藏於台灣台北國立故宮博物院 (與倪瓚合繪)
《新竹圖》，藏於中國北京故宮博物院
《幽篁秀石圖》，藏於中國北京故宮博物院